# Никола де Ларжијер
Никола де Ларжијер (крштен 10. октобар 1656 — 20. март 1746) био је француски сликар и цртач.

## Биографија
Ларжијер је крштен у  у Паризу 10. октобра 1656. Био је син трговца шеширима, његова породица се преселила у Антверпен када је Ларжијер имао око три године. Након путовања у Лондон, Ларжијеров отац га је заучио код фламанског сликара Антона Губауа. Међутим, напустио је са осамнаест година и поново отишао у Енглеску, где се спријатељио и запослио сер Питер Лели четири године у Виндзору, Беркшир. Док је био тамо, Ларжијер је такође радио под управом италијанског сликара Антонија Верија.
Његово сликарство је привукла пажњу Чарлса II, који је желео да задржи Ларгилијера у својој служби, али контроверза коју је изазвала завера у Ражи против римокатолика узнемирила је Ларгилијера. Отишао је у Париз, где је као сликар био добро прихваћен у јавности.
Након што је 1685. ступио на престо, Џејмс II је затражио од Ларжијера да се врати у Енглеску. Џејмс је понудио Ларгилијеру канцеларију чувара краљевских колекција, али је он одбио због нелагоде у вези са парцелом у ражи. Међутим, током кратког боравка у Лондону, насликао је портрете краља, краљице Марије Моденске и принца од Велса Џејмса Фрaнсиса Едварда Стјуарта. Три портрета принца које је Ларжијер насликао у младости мора да су погубљена у Паризу, где се вратио негде пре марта 1686. Портрет краља Џејмса II насликан је 1686. године. Краљ Џејмс је приказан у златном оклопу са белом краватом и позициониран је испред позадине налик акварелу постављене у округли оквир.
Током 1686. Ларжијер је направио портрет сликара Шарла Лебрена за пријем у Académie royale de peinture et de sculpture. Портрет приказује Ле Бруна, тада председника академије, како ради на гробници, окружен класичним бистама и фигуринама разбацаним по поду и столу унутар слике. Ле Брун, импресиониран Ларжијеровим портретом, примио га је на академију. Године 1690. Ларжијер је Француска академија документовала као историјског сликара, што је био истакнути уметнички правац академије.
Године 1709. Ларгилијер је насликао портрет краљевске породице Породице Луја XIV. Годину дана касније, Ларжијер је насликао аутопортрет на којем су биле и две чланице његове породице.
Након смрти директора Луја де Булоња 28. новембра 1733. године, сликар Ијасинт Риго је предложио да се четворица ректора Академије, укључујући Ларжијера, ротирају на овој функцији. Они ће остати на функцији до избора Кустоуа за јединог директора 5. фебруара 1735. Ларгилијер је постао директор 1738. и на том месту је остао до 1742.
Године 1714, Ларгилијер је насликао пољског краља Август II Јаки. Током 1718. Ларжијер је насликао француског песника и есејисту Волтера.
Ларжијер је направио свој последњи аутопортрет 1725. године. Овај портрет приказује уметника за својим штафелајем, док гледа у публику.
Ларжијер је постављен за канцелара Француске академије 1743.
Никола де Ларжијер умро је 20. марта 1746. у 89. години. Након смрти, поклонио је Француској неколико својих малих пејзажа и слика мртве природе.